# UWC México 9
UWC México 9: They're Back fue un evento de artes marciales mixtas producido por Ultimate Warrior Challenge México, que se llevó a cabo el 25 de marzo de 2011 en el Auditorio Fausto Gutiérrez Moreno de Tijuana, Baja California, México.